# Aspidiophorus brahmsi
Aspidiophorus brahmsi is een buikharige uit de familie Chaetonotidae. Het dier komt uit het geslacht Aspidiophorus. Aspidiophorus brahmsi werd in 1973 voor het eerst wetenschappelijk beschreven door Grosso. 